# 万田TV
万田TV（まんだティーヴィー）は、2005年8月3日よりテレビ埼玉他で放送されていた「関口さん」の世界観を引き継いだバラエティ番組。2008年8月26日をもって幹事局だったテレビ埼玉での放送が終了した。9月より九州朝日放送(KBC)にて放送。本項では、前身番組の「関口さんII」、「関口さん1」も取り扱う。

## 放送局

### 関口さん1
- 日テレプラス:毎週日曜日26:00-（4話連続放送、2008年9月-）

### 万田TV
- 九州朝日放送（KBC）:毎週土曜日27:00-27:05 （移動あり）
- 日テレプラス:毎週月曜日19:00-19:30 （30分版、リピート放送有り、2008年10月13日-）

### 過去の放送局
- テレビ埼玉（テレ玉、TVS）:毎週火曜日23:30～24:00（2005年8月-2008年8月。2005年8月～9月までは毎週水曜日24:30～25:00）
  - 再放送:毎週日曜日24:30～25:00（2007年10月開始、2008年3月終了。）
- 群馬テレビ:毎週日曜日22:30～23:00（2007年10月7日放送開始）
- 岐阜放送（ぎふチャン）:毎週木曜日25:45～26:15（2008年1月9日放送開始。2008年1月～6月は毎週水曜日25:45～26:15）
- テレビユー福島（TUF）:万田TVのみ、毎週水曜日25:25～25:55（2008年4月9日放送開始、同年9月終了）
- 東京メトロポリタンテレビジョン（TOKYO MX）:毎週水曜日26:30～27:00（2006年7月開始、9月終了。）
- 日テレプラス:関口さん1→関口さんとなぎらさんのみ、週4回、2回分ずつリピート放送（2007年12月より放送開始、2008年8月終了。）
- GyaO:毎週水曜日配信
- Yahoo!動画:毎週水曜日配信（2007年3月7日終了）
- ひかりTV

## 歴史

### 前身
声優の鈴村健一、櫻井孝宏、松来未祐の3人がパーソナリティを勤める文化放送の(有)チェリーベル内にて、テレビ番組にて使用されることを目的にキャラクターを募集。デザイナーのTAKAKOの「万田さん」を起用。タイトルは(有)チェリーベルのプロデューサーであったイーエスエンターテインメントの関口にちなみ命名。

### 工藤晴香時代（2005年8月～2006年4月）
- 鈴村健一と櫻井孝宏が演じる、うな重の万田兄弟長男フトシと、天そばの次男サトシが、とりとめのないフリートークを行う「万田兄弟トーク」と、市来光弘演じるラーメンの三男ヒトシがフリーペーパーの編集長として、編集部員の女の子とたちと「編集会議」を行うスタジオパートで構成される。
- この時期は、「編集会議」のスタジオパートはテレビ埼玉のスタジオにて収録。
- スタジオでは、主に工藤晴香を中心に、出演している若者世代の恋愛や風俗がテーマのトークを行う。しかし、次第にネタに行き詰まり感が出てきて、2005年10月からは「晴香の密告」という新コーナーで長男万田フトシが出演。2006年1月からは、フトシが三男ヒトシ編集長を追い出す形で、スタジオに出演。「編集会議」を仕切り始める。この事により、スタジオトークの「編集会議」コーナーは、トーク中心から「ムリオネア」などのバラエティ中心に移行する。
- しかし、3月のある日、いつものように編集会議を始めようとしたら、そこに晴香の姿はなく、1本のVTRにより「もうめんどくさくなった」という理由で降板となる。
- メインMCの工藤晴香が、雑誌セブンティーンの専属モデルだったことから、「晴香のイケプリファッション」なるコーナーがある。

### 水落日加里時代（2006年4月～10月）
- なんの予告もなく工藤晴香が降板となり、困り果てた三男ヒトシ編集長が兄のフトシに電話で相談、フトシが大宮の駅前で時給320円で連れてきた。
- この時ヒトシがフトシに電話をかけた事が、ヒトシの「兄弟トーク」唯一の出演で、初めて3人兄弟が同じ画面に登場した回である。
- 登場の際は、宅急便で段ボールに入れられて運ばれてきた。
- 降板劇は、またしても突然現れて「星に帰る」という訳の分からない理由だった。

### 無秩序時代（2006年10月～12月）
- 日加里の突然の降板により、急遽『新人バイト面接』を行う。当初（3週分）は、万田編集部の社長であるフトシ自ら街でハントしてきた女の子を面接していたのだが全て断られてしまう。そのフトシの行為に落胆したスタッフは、雑誌『デ・ビュー』にて公に募集を行った。
- フトシ社長が自らハントしてきた女の子は中田あすみ、芹那。
- 雑誌での募集の結果、ローカル番組にも拘らず150人以上の応募があった。
- この間メインMCが不在の期間が3ヶ月間続いた。いわゆる1クールMC無しで放送が行われた。

### 西舘さをり時代（2007年1月～2008年2月）
- 2度目の正月を迎えたのを期に、一般公募を経てようやくこの番組の体質にあったMCとして登場。
- 進行として1年ぶりに男性の新人・村田洋二郎を起用するも、出てくるたびにいじられると言う図式が出来る。
- 番組スタートより2年を経てようやくスタイルが確立、イベント重ねながら高評価を得る。
- さをり、ともP、恋、の3人が、これまで番組を制作していたタッチプランニングと共に番組を卒業する。
- サトシが2000年に一度の万田星の知事選に出馬するためフトシと共に万田星に帰ってしまい、2年半に渡って続いたフトシ・サトシ時代が終了した。

#### 大イベント時代（2007年7月～）
- 関口さん1大宮ソニックシティ大祭（12月2日開催）

2500人収容のキャパをチケット発売開始から10分で完売させ、ネットオークションでは最高50000円の値で取引されたという一大イベント。フトシ・サトシが初めて参加し、静香も約6ヶ月ぶりに登場。全出演者が初めて顔を揃えた。三兄弟が編集マジック以外で初めて一堂に揃って登場した。

### 関口さんとなぎらさん(2008年3月）
- フトシ・サトシが星に帰ってしまったことで全てをリニューアルして再開。
- 制作会社が変更になってテイストが変わった。突然のリニューアルで視聴者から公式サイトのブログにて批判が殺到したため、プロデューサーが謝罪する事態となった。また、タイトルが「関口さんとなぎらさん」に変更され、4月から新体制で放送するための企画会議を行っている。それに伴い公式サイトも3月より一時休止中の状況である。
- 多くの物議と猛反発を受けたまま番組は終了し、翌4月からの「万田TV」へと移行する。

### 万田TV(2008年4月～8月)
- 3月初回の放送終了後、多大な批判、クレームなどの意見を基に、急遽番組タイトルを変更させ、リニューアルスタートしたのが、この万田TVである。
- 番組リニューアルに伴い、最後の最後まで残っていた万田3兄弟の3男のヒトシも万田星知事選挙の応援演説に向かうことになった。その為、関口さんシリーズの中で唯一村田洋二郎のみ残留という形となった。
- 番組内容は新しい万田星人のキャラクター2匹が以前までのサトシ・フトシと同じようなトークを展開するコーナーの後、関口さんの末期から登場したゴンちゃんと洋二郎、ゲストの芸能人万田星人を交えたトークが中心となっている。
- 番組最後のフラッシュ・アニメ「万田ファミリー劇場」で万田星人の地球での日常も明かす。
- 村田洋二郎が1週～2週にわたって毎回なんらかの課題（例、時事用語検定、防災について学ぶなど）に挑戦する模様を放送するのがメインになる。

### 万田TV新シリーズ（2008年9月～2009年5月）
- 8月をもって番組が終了したと思いきや、9月より放送局をテレビ埼玉から九州朝日放送に移し、内容をさらにリニューアルして、5分番組として再開。
- 番組内容は、万田星にある万田TVのスタジオ調整室でディレクターでうな重の万田ハルヲとチャーシュー麺でADの万田コウジロウのやり取りの後アニメ万田ファミリー劇場の流れになっている。

## 出演者

### 現在の出演者
- 万田ハルヲ（うな丼）（声：三角大）
  - 万田TV正社員ディレクター

- 万田コウジロウ（チャーシュー麺）（声：村田洋二郎）
  - 万田TV正社員AD。
  - 体育大学卒業で居眠りするたびに過去にタイムスリップする。
  - アニメが大好き。

- 万田シンケン（きつねうどん）（声：佐久間祐人）
  - 万田TV最古参アナウンサー

- 万田もえ（ラーメン）（声：田中良子）
  - 万田TV新人女子アナ

- 万田ヒデキ（天重）（声：青木勇）
  - 万田リサーチ社所長兼大学教授兼宇宙社会人類学会会長
  - 売れないお笑い芸人の世界に詳しい。
  - 70－80年代の地球文化に詳しい

- 万田しのぶ（にしんそば）（声：三輪けい子）
  - 元万田リサーチ社所属で、ヒデキの秘書として働いていたが、現在は万田TVの社員食堂で働いている。

### 万田ファミリー劇場のキャラクター
- ヒロシ（月見うどん）（声：杉田智和）
  - 25歳。まじめで理屈っぽい。
  - 妄想癖がある。
  - 親父とエリカのドタバタに巻き込まれてばかり。

- エリカ（いくら丼）（声：佐藤有世）
  - 女子高生。ギャル系のきつく高飛車な性格。
  - いまどきのギャルに見せかけているがいまいちのりきれていない。

- 親父（ソースかつ丼）（声：関智一）
  - 昭和生まれの破天荒な頑固親父。
  - 趣味は囲碁。
  - 「怪傑グラマー天狗」の熱狂的なファン。

### 万田TV過去の出演者
- 万田ゴン（ウナギそば）（声：西田和昭）
  - 万田通信社の社員
  - かなりの年配だと思われ、暴言が多い。

- 村田洋二郎　
  - 劇団AND ENDLESS所属の役者
  - 編集会議では、会議の進行（ツッコミ）を担当。
  - 彼氏がいる「マユミン」という女性に5年間片想いをしていたが、新しい女の登場により2007年にようやくマユミンを卒業した。　
  - スタッフのオモチャ2号
  - 劇団のプロフィールの出演情報に「関口さん1」がない。

### 関口さん時代の出演者
- 長男 万田フトシ（うな重）（声：鈴村健一）
  - 万田編集部社長（ボケ担当）
  - お金儲けをするためにフリーペーパー編集部を立ち上げた方。
  - 毎回、金儲けのためのアイデアを考え出すが、ことごとく失敗に終わっている。
  - 料理、特撮、筋肉に造詣が深い。
  - 2007年現在で33歳独身
  - 2008年2月、突如、万田星の知事選に出馬したサトシと共に星に帰ってしまった。

- 次男 万田サトシ（天そば）（声：櫻井孝宏）
  - 定職は無し。株をやっているらしい（ツッコミ担当）
  - 女性には不自由しないようである。
  - イラストが上手い。
  - ジャンケンにことごとく負けているが、フトシ曰く運がないだけ。
  - DVD販売イベントでsakusakuの白井ヴィンセントに宣戦布告をした。
  - 2007年現在で33歳独身
  - 2008年2月、突如、万田星の知事選に出馬するため星に帰ってしまった。

- 三男 万田ヒトシ（ラーメン）（声：市来光弘）
  - 万田編集部編集長（自虐担当）
  - 万田編集部営業担当（外回り担当）
  - ホームページ「万田さんテレビショッピング」支配人
  - 兄フトシに編集部を追い出され、現在は放浪の旅に出ている。
  - 最近は市来光弘の芸名で声優活動をしているらしい
  - 兄達の、スタッフ達のオモチャ1号

- 長女 万田トシコ（フルーツ盛り合わせ）（声：静香）
  - 鈴村健一が収録に遅刻したために急遽誕生した間に合わせキャラ。
  - たった一度しか登場していない。

- 西舘さをり
  - 3代目メインMC
  - MC一般公募で150人の中から選ばれた。
  - avex、ホリプロスカウトキャラバン、東宝シンデレラ、東京ガールズコレクションの最終選考まで残った経験を持ち、この番組での起用により持ち前のキャラクターを発揮する。
  - 生粋の天然ボケ。某一流大学に通っているはずだがボキャブラリーは貧困だが迷言は多い
  - 焦るとジェスチャーが大きくなる。
  - 大食いキャラ。1日で普通の女性の3倍の量を食べる。

- 静香
  - 番組のS的存在。
  - 番組開始当初からいる唯一のメンバー。
  - わらしべ隊員1号

- 中野とも子（アートセラピスト）
- 渡辺恋
- 工藤晴香（2005年8月～2006年4月）初代メインMC
- 唐橋充（2005年8月～10月）
- 寿吏（2005年8月～2006年5月）
  - 沖縄に合宿で運転免許を取りに行くと言ったまま失踪した。
- ワンインチ（2005年10月～2006年4月）
- 水落日加里（2006年4月～10月）2代目メインMC
- 三浦初美
  - 日加里が降板した回に急遽連れて来られた。
  - メインMC不在時代にヒトシ、恋と共に関口さん1DVD発売記念イベントに出演した。
- 中田あすみ(2006年11月7日)
  - サンシャイン水族館でペンギンとえさを取り合っているところをフトシに声をかけられ、仮編集部となっていた男装喫茶にやってきた。
- 芹那
  - 駅の自動改札に挟まっていたところをフトシに助けられ、編集部に来るようにいわれた。
- 木村裕子(2006年12月12日)
  - 編集部新人バイト面接に出演。ホームページの募集要項を見て応募して来た。
- ジーニョ
- 田代さやか
- 谷口賢志
- 原田明絵(MUH～)
  - わらしべ作戦より参加（隊員2号）
  - フトシからの呼び名は「エジプト」。理由は、初登場時にわらしべコーナーの衣装であるサファリルックを着ていた為。
  - チビッコ応援団団員でもある。
  - 2007年12月現在、編集部ホームページの「編集部しょうかい」に名前が記載されている。しかし、本人はMUH～解散と同時に充電期間に入っている。
- 玉城みゆ

### サブキャラクター
- 魚介類系
  - サバチーニ（女優）
    - わくわく接吻ランドに出演している女優。
    - ストーリーにより7つのキャラを使い分ける天才。

  - トロール
  - 新巻きシャケ美（声：松来未祐）
  - イワシマシマ
  - カレイドスコープ
- カレンダー系
  - 11月さん
  - 12月さん
  - 1月さん
  - 5月さん
  - 2月坊や
  - 2月マン
  - 2月マンZ（4年に一度　うるう年に現れる）
  - 3月総帥
  - 3月将軍
  - 4月犬
- ヒーロー（マンダリオン）系
  - マンダリオンギナウ
  - マンダリオンプラテン
  - 黒岩さん
  - カラスマン
  - シンバシン
  - クラゲルググ
- モンスター（妖怪・幽霊）系
  - 雪女
  - 狼オンナ
- 万田一族系
  - 父
  - 母
  - オジキ
  - カツトシ（カツ丼）
  - タダトシ（牛丼）
  - ユキコ（カレー丼）
- 鈴村・櫻井の友人
  - ワダ君
  - ナカガワ君
- その他
  - 北海道さん
  - ウボボさん
  - さよちゃん
  - アーノルドさん
  - 桜塚モックン
  - ちりがみ王子
  - カニちゃん
  - 白井ヴィンセント（saku saku所属）

## 番組の構成
- 30分の内、約8分が「万田兄弟トーク」。18分がスタジオでの「編集会議」。（残りはCM）

### 万田兄弟トーク
- クラゲの様な、店屋物の様な、怪しい形をしたヌイグルミの兄弟。長男フトシ（うな重）、次男サトシ（天そば）の2人が、毎週どうでも良い事を、ダラダラとトークを行う。基本的には、サトシにムチャ振りをさせられて、フトシが「一発ギャグ」や「即興ソング」を行う。
- トークの中には、兄弟の中の人にまつわるエピソードが飛び出すことがあるがそれぞれ担当声優自身のはなしであり「同じ家族なのに知らないなんて不思議だな」と、何とかごまかしている。
- 三男ヒトシは、スタジオに出演していたため、基本的にこのコーナーには出てこない。唯一兄弟3人が同じ画面に出演したのは、工藤晴香が突然バイトを辞めてしまい、ヒトシがフトシに電話で相談したときのみだったが、2007年8月2日の放送で、「（最後まで生き残る）ヒトシが一族の運命を握っているから鍛えよう」という理由で呼び出され、兄弟そろい踏みとなった。もちろんヒトシは兄ふたりに無茶振りされ、即興で作曲させられながら、歌わされた。
- トーク内で、一発ギャグや即興ソングの担当を決める際に、ジャンケンを行うが、サトシが負け続ける傾向にある。
- クラゲの手では、ジャンケンで何を出しているのか分からないので、「関口さんトレーディングカード」を使用する。

### 編集会議
- いわゆるスタジオ収録部分。
- 番組のメインタイトルが出てくるまで、「万田兄弟トーク」を5分ほど放送しているので、最初は何の番組なのか分からない。
- 以前（関口さんII）はテレビ埼玉のスタジオで撮影されていたが、編集部の倒産（製作体制の倒産？）を機に、番組制作会社のタッチプランニングの1室にて撮影が行われている。その場所は渋谷のアニメイト近辺であるらしい。

## 過去のコーナー
- 兄弟トーク
- わくわく接吻ランド
- 来週は○○の日
- 万田知ったか委員会
- 万田さん、2!1!!
- さをりエンダー
- ヒトシの営業日誌
- アートdeハートセラピー
- 大人の時間
- ちびっこ応援団
- トモPの3分間トーキング
- 聖・万田女学院
- ○○会議（アユ会議、ドラ会議）
- 新人マンガ家発掘プロジェクト
- スナック静香
- 静香のチビッコ保健室
- 編集会議終了後
- 晴香の密会
- フトシの人生相談
- フトシのムリオネア
- 新人バイト面接
- ヒトシの一人旅
- 大喜利
- わらしべ長者で編集部を手に入れろ大作戦!!!

### HPコーナー
- 万田さんTVショッピング

## テーマ曲
- オープニング
「散歩道(Walkin'Horns)」 風味堂（2005年8月～2006年3月）
「 」 （2006年4月～7月）
- エンディング
「I do!」 MUH～（2005年8月～2006年6月）
「どんぶり感情」 万田三兄弟（2006年7月～）

## DVD
- 関口さんII
  - 2月&3月号
  - 8月&9月号
  - 10月11月号
  - 12月1月号
  - ～万田兄弟special～
    1. （2006年1月20日発売）
    2. その2
    3. その3
    4. その4（万田兄弟 プラス スタジオ2、3月）
    5. その5（万田兄弟 プラス スタジオ4,5月）
    6. その6（万田兄弟 プラス スタジオ5,6月）

  - 万田兄弟の襲撃
    - 前編
    - 後編
- (有)チェリーベルオリジナル作品完成…してたらいいな披露試写会 『盆bornヒゲボーン A面 / B面』 (ヒトシのみ)
- 水樹奈々 スマイルギャング「シャッス4」（フトシのみ）
- どんぶり感情（PV&トーク）
- 関口さん1
  1. ～その壱 （万田兄弟 プラス スタジオ） 特典映像ゲスト　林家ペー
  2. ～その弐 （万田兄弟 プラス スタジオ） 特典映像ゲスト　志茂田景樹
  3. ～その参 （万田兄弟 プラス スタジオ） 特典映像ゲスト　安達有里
  4. ～その四 （万田兄弟 プラス スタジオ） 特典映像ゲスト　嘉門達夫
  5. ～その伍 （万田兄弟 プラス スタジオ） 特典映像ゲスト　エスパー伊東
  6. ～その六 （万田兄弟 プラス スタジオ） 特典映像ゲスト　パペットマペット
  7. ～その七 （万田兄弟 プラス スタジオ） 特典映像　第1回北戸田マンダリンピック大会
  8. 万田兄弟PRESENTS その八
  9. 万田兄弟PRESENTS わくわく接吻ランド
- 万田兄弟マル秘ファイル - 関口さんIIから関口さん1に変わるときにレコード会社も変わったため発売できなかった期間の兄弟トークを収録

## スペシャル版
- 2006年3月3日の19:00～20:55のゴールデンタイムにスペシャル版がレギュラー放送しているテレビ埼玉だけでなく東京MXテレビ、テレビ神奈川、千葉テレビと首都圏ネット4の4局同時ネットで放送された。
- 構成は、これまで半年間の総集編と、兄弟トークの新作と、工藤晴香・静香・寿史とヒトシ編集長が社員旅行と称し鬼怒川温泉に一泊旅行に行った新撮部分からなる。
- 当然、ヒトシ編集長は自ら動くことができない為、終始女の子たちが持って歩くという、奇妙な映像となる。また、ヒトシは結構なサイズで割りと重いため、女の子たちからは非常にブーイングが起きていた。番組後半になると、抱きかかえるというより、ひきずっていた。
- このスペシャル版は、レギュラー放送と異なり著作権がESエンターテインメントではなくテレビ埼玉の為、この回に放送された兄弟トークだけ、どのDVDにも収録されていないという希少作である。

## イベント
- 関口さんII公開収録　　秋葉原出張編集会議
- 関口さん小イベント　　大宮ロフト
- 関口さん小イベント　　川口キャンティ
- 関口さん大イベント　　北戸田天下一武道会
- 関口さん大イベント　　第1回マンダリンピック北戸田大会
- 関口さん小イベント　　埼玉征服計画TSUTAYAレンタル開始
- 関口さん超大イベント　大宮ソニックシティ大祭

## スタッフ
- 企画：関口賢
- キャラクターデザイン：TAKAKO
- 構成：伊福部崇

## 過去のスタッフ
- 総合演出：有賀達也
- プロデューサー：根來将男
- ディレクター：竹田真、古賀正敏、藤本貴之
- AD：熱田和哉
- ナレーター：金森匠
- 構成：八代丈寛、いまなみゆうすけ